# 乔迪·威廉斯 (田径运动员)
乔迪·艾丽西亚·威廉斯（英語：Jodie Alicia Williams，1993年9月28日—），英国女子田径运动员，2014年欧洲田径锦标赛女子4×100米接力金牌得主和女子200米银牌得主、2022年欧洲田径锦标赛女子4×400米接力铜牌得主、2024年夏季奥林匹克运动会女子4×400米接力铜牌得主。